# ژان برانکار
ژان برانکار (انگلیسی: Jean Brankart؛ زادهٔ ۱۲ ژوئیهٔ ۱۹۳۰) دوچرخه‌سوار اهل بلژیک است.
وی در مسابقات کشوری و بین‌المللی در مجموع برندهٔ ۱ مدال برنز شده‌است.